# Juliette Cadiot
Pour les articles homonymes, voir Cadiot.
Juliette Cadiot, née le 8 novembre 1970, est une historienne française. Ses travaux portent sur l'histoire de la justice et de la répression pénale en URSS.

## Biographie
En 1994, Juliette Cadiot est diplômée de l’Institut d’études politiques de Paris. En 1995, elle est agrégée d'histoire. En 2001, elle soutient sa thèse de doctorat  sous la direction d'Alain Blum au sein de l'École des hautes études en sciences sociales. En 2005, elle est maîtresse de conférence à l'EHESS. Depuis 2017, Juliette Cadiot est directrice d'études à l'École des hautes études en sciences sociales.
Pour son premier projet de recherche, Juliette Cadiot étudie les processus d'identification des individus en fonction de la nationalité dans l'empire de Russie et en URSS. Cette recherche donne lieu à publication en 2007. Elle montre comment les statisticiens russes, les ethnographes, les anthropologues, les linguistes ont été mobilisés pour classer, cartographier et définir les identités religieuses, ethniques et nationales des populations de la Russie impériale. Le régime soviétique s'est ensuite appuyé sur ces travaux pour définir les identités nationales.
En 2017, elle publie avec Marc Élie, Histoire du goulag. Cet ouvrage propose une synthèse des recherches sur le goulag avec de nombreux graphiques, tableaux, cartes afin de comprendre comment cette structure concentrationnaire a emprisonné près de vingt-huit millions de personnes sur plus de trente ans.
En 2021, elle publie La société des voleurs. À partir d’archives judiciaires russes et ukrainiennes, Juliette Cadiot étudie les condamnations des petits voleurs dans l’URSS. Le vol de nourriture, assimilé à un vol de bien public, représente une menace pour l'état soviétique. Pour Staline, la propriété socialiste est sacrée et inviolable. Le décret du 7 août 1932 condamne à de lourdes peines les plus petits vols et leurs auteurs sont envoyés au goulag pour de longues années.

## Publications
- Le laboratoire impérial : Russie-URSS, 1870-1940, Paris, CNRS, 2007, 266 p. (ISBN 978-2-271-06482-0)
- avec Dominique Arel, Larissa Zakharova, Cacophonies d'empire : le gouvernement des langues dans l'Empire russe et l'Union soviétique, Paris, CNRS, 2010, 368 p. (ISBN 978-2-271-07031-9)
- avec Marc Élie, Histoire du goulag, Paris, La Découverte, 2017, 127 p. (ISBN 978-2-7071-8922-6)
- La société des voleurs : propriété et socialisme sous Staline, Paris, EHESS, 2021, 320 p. (ISBN 978-2-7132-2885-8)